# Belle Plaine (Wisconsin)
Belle Plaine es un pueblo ubicado en el condado de Shawano en el estado estadounidense de Wisconsin. En el Censo de 2010 tenía una población de 1.855 habitantes y una densidad poblacional de 18,28 personas por km².

## Geografía
Belle Plaine se encuentra ubicado en las coordenadas 44°43′39″N 88°40′5″O / 44.72750, -88.66806. Según la Oficina del Censo de los Estados Unidos, Belle Plaine tiene una superficie total de 101.47 km², de la cual 99.39 km² corresponden a tierra firme y (2.04%) 2.07 km² es agua.

## Demografía
Según el censo de 2010, había 1.855 personas residiendo en Belle Plaine. La densidad de población era de 18,28 hab./km². De los 1.855 habitantes, Belle Plaine estaba compuesto por el 96.82% blancos, el 0.05% eran afroamericanos, el 1.67% eran amerindios, el 0.49% eran asiáticos, el 0% eran isleños del Pacífico, el 0.27% eran de otras razas y el 0.7% pertenecían a dos o más razas. Del total de la población el 0.65% eran hispanos o latinos de cualquier raza.